# Hirokazu Tanaka
Hirokazu "Hip" Tanaka (田中 宏和?), también conocido como Chip Tanaka, es un compositor famoso por su trabajo en varios juegos de las consolas NES y Game Boy de Nintendo. Actualmente es presidente de Creatures Inc..

## Biografía
Tanaka nació en Japón y en la edad de 5 años fue inscrito por sus padres en la prestigiosa Yahama Music School. También estudió piano desde los 9 hasta los 11 años y su madre a menudo tocaba música clásica y bandas sonoras de películas. Tanaka también obtuvo un interés por la música rock a los 9 años cuando vio la serie de televisión The Monkees por primera vez en Japón. Esto fue lo que lo impulsó a formar una banda con unos amigos. Durante su juventud fue también muy inspirado por artistas de rock tales como The Beatles, Simon and Garfunkel y Burt Bacharach.
Desde la edad de 9 hasta los 30 años Tanaka tocaba música en varios estilos, como rock y jazz, en el teclado, guitarra y batería, tanto dentro como fuera de las bandas. Entró en la universidad para tener una especialidad en ingeniería electrónica, pero tuvo poco éxito con el curso ya que estaba más interesado en las aplicaciones electrónicas para la música de lo que sus profesores consideran actividades más útiles.

## Videojuegos en los que ha intervenido
- Radar Scope (Arcade, 1979)
- Space Firebird (Arcade, efectos de sonido, 1980)
- Donkey Kong (Arcade, efectos de sonido, 1981)
- Pac-Man Fever (Álbum, efectos de sonido, 1982)
- Donkey Kong 3 (Arcade, 1983)
- Urban Champion (NES, 1984)
- Balloon Fight (NES, 1984)
- Wild Gunman (NES, 1984)
- Hogan's Alley (NES, 1984)
- Duck Hunt (NES, 1985)
- Gyromite (NES, 1985)
- Stack-Up (NES, 1985)
- Wrecking Crew (NES, 1985)
- Gumshoe (NES, 1986)
- Kid Icarus (NES, 1986)
- Metroid (NES, 1986)
- Famicom Wars (NES, 1988)
- Tetris (NES, 1989)
- Yakuman (GB, 1989)
- Super Mario Land (GB, 1989)
- Mother (NES, con Keiichi Suzuki, 1989)
- Balloon Kid (GB, Balloon Fight GB en Japón, 1990)
- Dr. Mario (NES, 1990)
- Fire Emblem: Ankoku Ryū to Hikari no Tsurugi (NES, con Yuka Tsujiyoko, 1990)
- EarthBound (SNES, Mother 2, con Keiichi Suzuki, Hiroshi Kanazu y Toshiyuki Ueno, 1994)
- Snoopy Concert (SNES, con Minako Hamano, 1995)
- Game Boy Camera (GBC, 1998)
- Chee-Chai Alien (GBC, 2001)
- Super Smash Bros. Brawl (Wii, con varios otros compositores, 2008)
- Fire Emblem: Shadow Dragon (Wii, con Yuka Tsujiyoko, 2008)
- Super Smash Bros. Ultimate (Nintendo Switch, con varios otros compositores, 2018)